# New Orleans Jazz Museum
Das New Orleans Jazz Museum befindet sich in New Orleans im US-Bundesstaat Louisiana. Die früher unabhängige Sammlung ist heute dem Louisiana State Museum angeschlossen. Sie befindet sich in der US-Münzprägeanstalt, 400 Esplanade Avenue, im historischen French Quarter.

## Geschichte
Pläne für ein Museum über die Geschichte des New Orleans Jazz begannen um 1950 auf Initiative einer Gruppe von Jazzmusiksammlern und Jazzfans des 1949 gegründeten New Orleans Jazz Clubs. Die Schlüsselfiguren waren Edmond “Doc” Souchon, Myra Menville und Helen Arlt. Das Museum wurde 1961 auf der 1017 Dumaine Street im French Quarter unter Leitung von Kurator Clay Watson eröffnet. Der ursprüngliche Ort für die Sammlung ist heute Teil des Hotels St. Pierre und erinnert mit einem historischen Schild an diese Geschichte.
1969 zog das Museum ins Royal Sonesta Hotel um. Wiederum vier Jahre später hatte das Museum eine neue Adresse auf der 833 Conti Street, als ein neuer Besitzer in den 1970er Jahren das Sonesta Hotel übernahm. Bald nach dem Umzug ging das Museum in Konkurs und musste geschlossen werden. Am 15. September 1977 wurde die gesamte Sammlung dem Bundesstaat Louisiana gestiftet und bekam den Namen Jazzsammlung des Louisiana-Staatsmuseums. Zu Beginn der 1980er Jahre wurde ein Teil der Sammlung unter Leitung von Kurator Don Marquis im zweiten Stock der US-Münzprägeanstalt ausgestellt. Heute ist das New Orleans Jazzmuseum permanenter Bestandteil der Münzprägeanstalt.

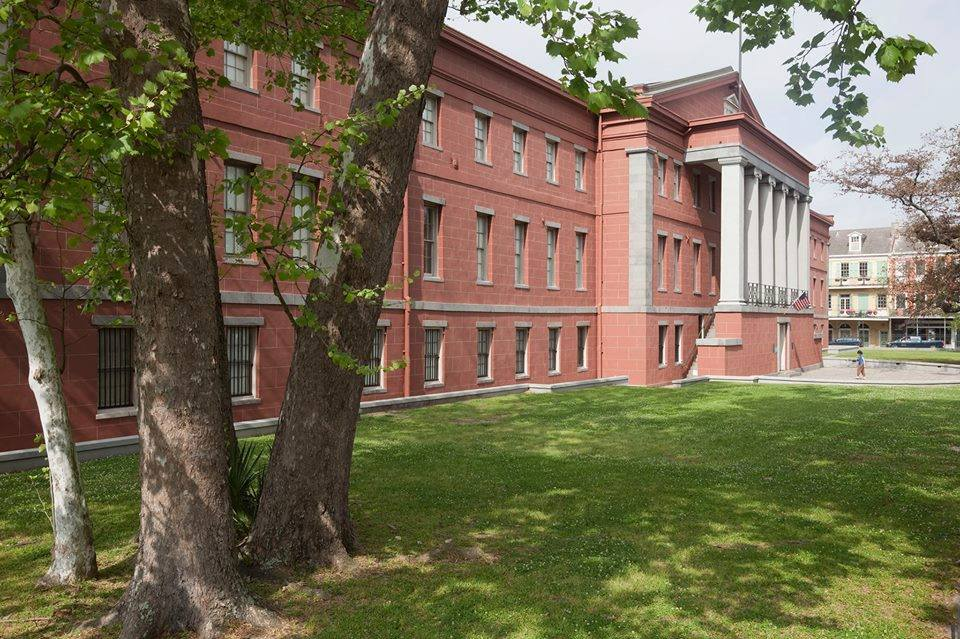
Fassade von der US-Münzprägeanstalt.

Im Jahr 2005 wurde die Sammlung im Orkan Katrina erheblich beschädigt. Seit der Wiedereröffnung der US-Münzprägeanstalt 2008 wurde die Sammlung in wechselnden Ausstellungen gezeigt. Derzeit ist geplant, die gesamte Münzprägeanstalt in ein New Orleans Jazzmuseum umzuwandeln.

## Leitbild
Das Museum hat es sich zur Aufgabe gesetzt, mit Hilfe von dynamischen, interaktiven Ausstellungen, Forschungseinrichtungen, Programmen und Konzerten für alle Generationen die Geschichte der Jazzmusik in all ihrer Vielfalt zu feiern. Das New Orleans Jazzmuseum soll Musikern und Musikfans aus aller Welt die laufende kulturelle Renaissance der Stadt New Orleans präsentieren. Ziel des Museum ist es, Amerikas einmalige musikalische Kunstform in der Stadt zu erforschen, in der Jazz entstanden ist.
Das Museum will die Geschichte der Jazzmusik in ihrem Geburtsort feiern und vermitteln und die Musikliebhaber über die Jazzmusik zusammenzubringen, ob sie aus dem New Orleans-Stadtteil Treme oder aus dem Ausland kommen.

## Aktueller Stand

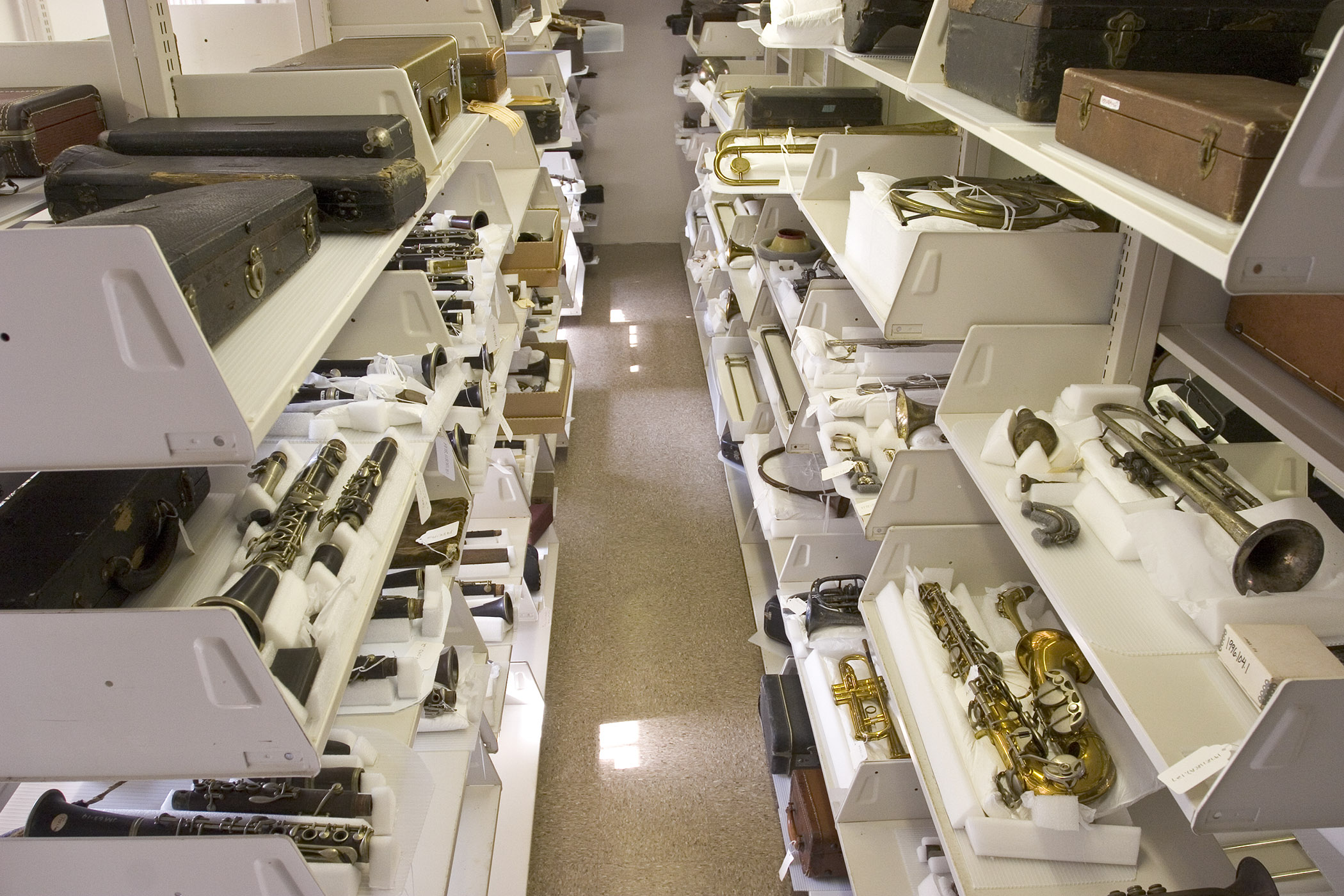

### Sammlungen
Der Gesamtbesitz des Museums enthält alle Materialien der New Orleans Jazz Club Sammlungen, die im Zeitraum von mehreren Jahrzehnten zusammenkamen. Dazu gehören die weltweit größte Sammlung von Jazzinstrumenten und anderen wertvollen Ausstellungsstücken, Fotos und Ephemera von berühmten Jazzmusikern. Die Ausstellung zeigt zum Beispiel Louis Armstrongs erstes Kornett und präsentiert die weltweit erste Jazz-Aufnahme von 1917. Hinzu kommen Trompeten, Kornette, Posaunen, Klarinetten und Saxophone, die von Jazz-Stars wie Bix Beiderbecke, Edward “Kid” Ory, George Lewis, Sidney Bechet und Dizzie Gillespie gespielt wurden. Zur Museums-Sammlung zählen außerdem
12 000 Fotos der frühen Jazzjahre, Aufnahmen in diversen Formaten, u. a. 4000 78rpm Platten von 1905 bis zur Mitte der 1950er Jahre, mehrere Tausend Langspiel- und 45rpm Platten und circa 1400 Tonbandaufnahmen; außerdem Posters, Gemälde und Zeichnungen, Hunderte von Ragtime-Noten vom Ende des 19. Jahrhunderts bis hin zu Popsongs der 1940er und -50er Jahre, viele davon Erstausgaben, die später zu Standards wurden. Zur Sammlung gehören außerdem mehrere hundert Filmrollen von Konzerten und Musikclubs, Beerdigungen mit live Musik, Paraden und Festivals sowie Hunderte von Einzelstücken und Gebäudepläne wichtiger Jazz Orte. Forschern und Musikhistorikern stehen außerdem Briefe, Fotos und Interviews für Recherchen zur Verfügung (nur nach Vereinbarung).

### Ausstellungen

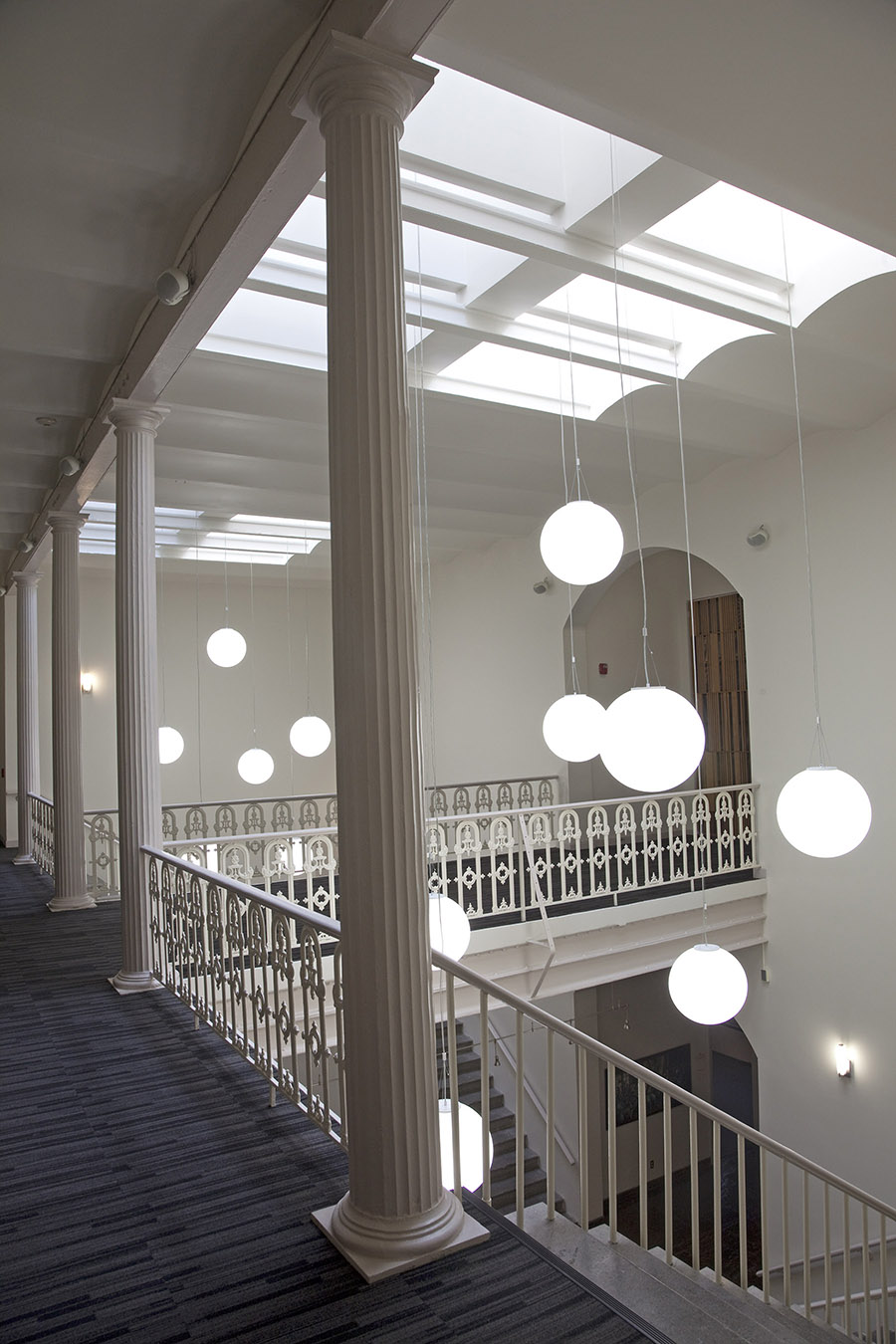

Das Museum konzentriert sich auf die Geburt der Musikform, ihre Geschichte und ihr Vermächtnis und weist auf die fortdauernde Relevanz des Jazz hin. Es hat Wechselausstellungen und ist derzeit im Prozess, sich zu vergrößern. Die zukünftigen Ausstellungsräume werden auf etwa 740 Quadratmetern ein Besucherzentrum, eine Dauerausstellung, Unterrichtsräume für Weiterbildung und eine Galerie für wechselnde Ausstellungen haben, außerdem vier interaktive Ausstellungen, in denen Besucher selber Jazzmusik spielen können.

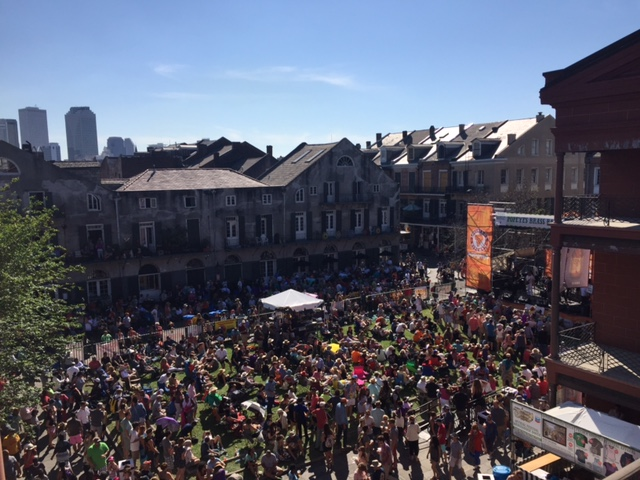

### Live-Konzerte

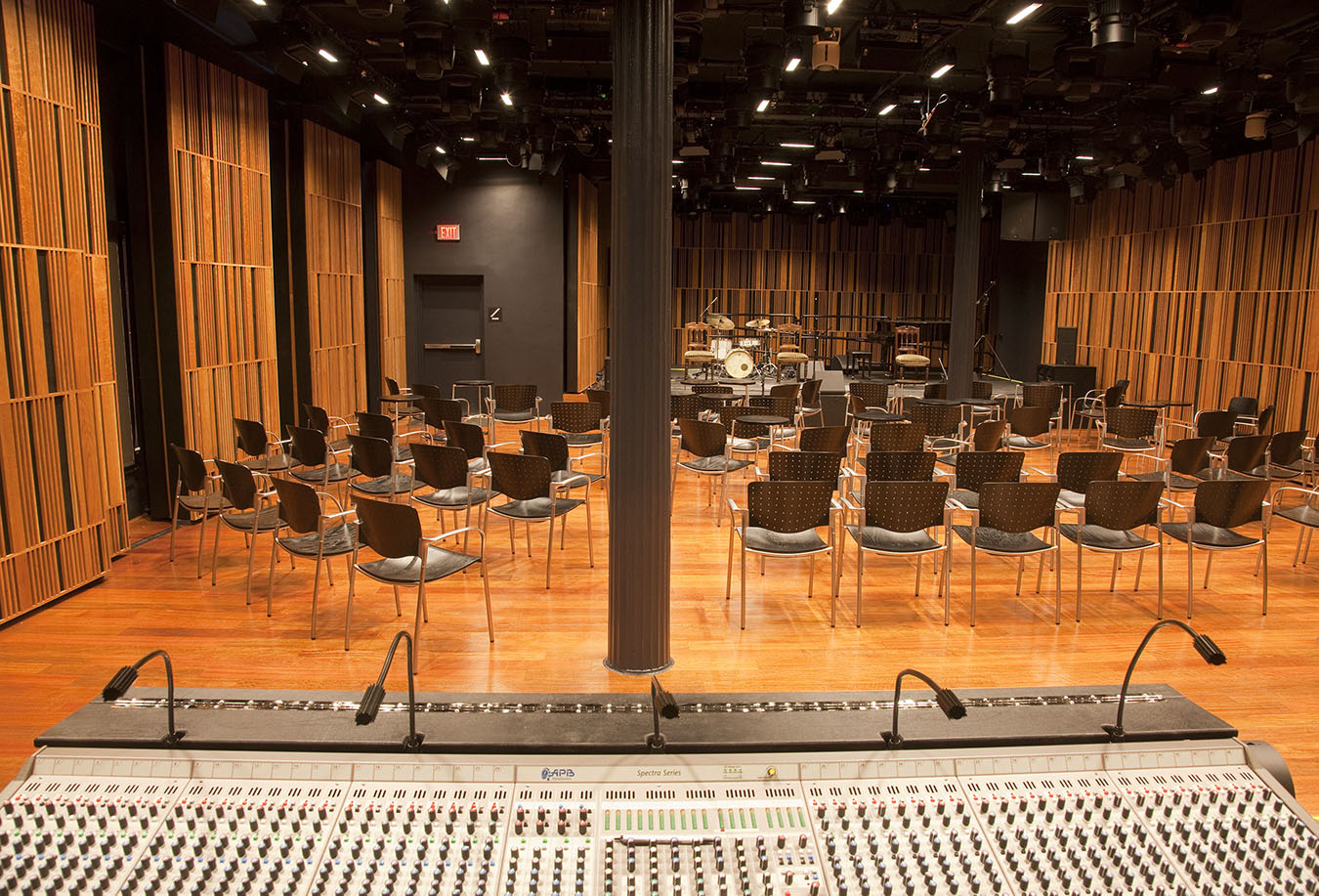

Im Museum findet außerdem “Musik im U.S. Mint” statt, ein Programm mit regelmäßig stattfindenden Konzerten in einem intimen Konzertsaal im dritten Stock. Die Konzerte bringen den Besuchern die Vielfalt und Breite der Jazzmusik näher und verdeutlichen die Mission des Jazzmuseums. Das Museum ist außerdem Gastgeber mehrerer jährlich veranstalteten Festivals, u. a. das French Quarter Fest, Satchmo Fest, Downriver Fest, Creole Tomato Fest, International Guitar Fest, Danny Barker Fest usw.

### Weiterbildung
Das Museum bietet außerdem Fort- und Weiterbildungsprogramme für alle Altersgruppen. Musikexperten und -historikern bietet das Museum Zugang zu einer erstklassigen Sammlung für Forschungszwecke.